# Terbij
Terbij je kemijski element atomskog (rednog) broja 65 i atomske mase 158,92535(2). U periodnom sustavu elemenata predstavlja ga simbol Tb.
Terbij je 1843. godine otkrio Carl Gustaf Mosander (Švedska). Ime je dobio po švedskom selu Ytterby gdje je nalazište gadolinita iz kojeg je prvi put izdvojen. To je srebrno sivi, kovki metal koji je toliko mekan da se može rezati nožem. Sporo oksidira na zraku, ali ako se zagrije, zapali se. Reagira s hladnom vodom.